# 1-ша бомбардувальна повітряна армія (СРСР)
Пе́рша бомбардува́льна авіаці́йна а́рмія (1 БАА) — авіаційне об'єднання, повітряна армія військово-повітряних сил СРСР за часів радянсько-німецької війни.

## Історія
Формувалася в липні 1942 як авіаційний резерв ВГК, що призначався для посилення угрупування ВПС на найвідповідальніших ділянках дій фронтів. Підпорядковувалася командувачеві ВПС Червоної Армії.
Складалася з управління, 284-ї та 285-ї бомбардувальних авіаційних дивізій 4-х полкового складу, частин забезпечення і повинна була налічувати до 200 бомбардувальників Пе-2. Дислокувалася на території Московського військового округу в районі міст Мічурінськ, Грязі, Усмань.
Її формування завершено не було. Брала участь у бойових діях на західному напрямі, де частиною сил притягувалася для бомбардувань по залізничних перевезеннях і резервах противника. Досвід створення і бойового застосування армії показав її громіздкість і недостатню мобільність.
У вересні 1942 вона була розформована у зв'язку з переходом на корпусну форму організації резервів Ставки ВГК.

## Командування
- Командувачі:
  - генерал-майор авіації Судець В. О.